# Châtenois-les-Forges
Pour les articles homonymes, voir Châtenois et CLF.
Châtenois-les-Forges est une commune française située dans le département du Territoire de Belfort, la région culturelle et historique de Franche-Comté et la région administrative Bourgogne-Franche-Comté.
Ses habitants sont appelés les Chatenais.

## Géographie

### Description

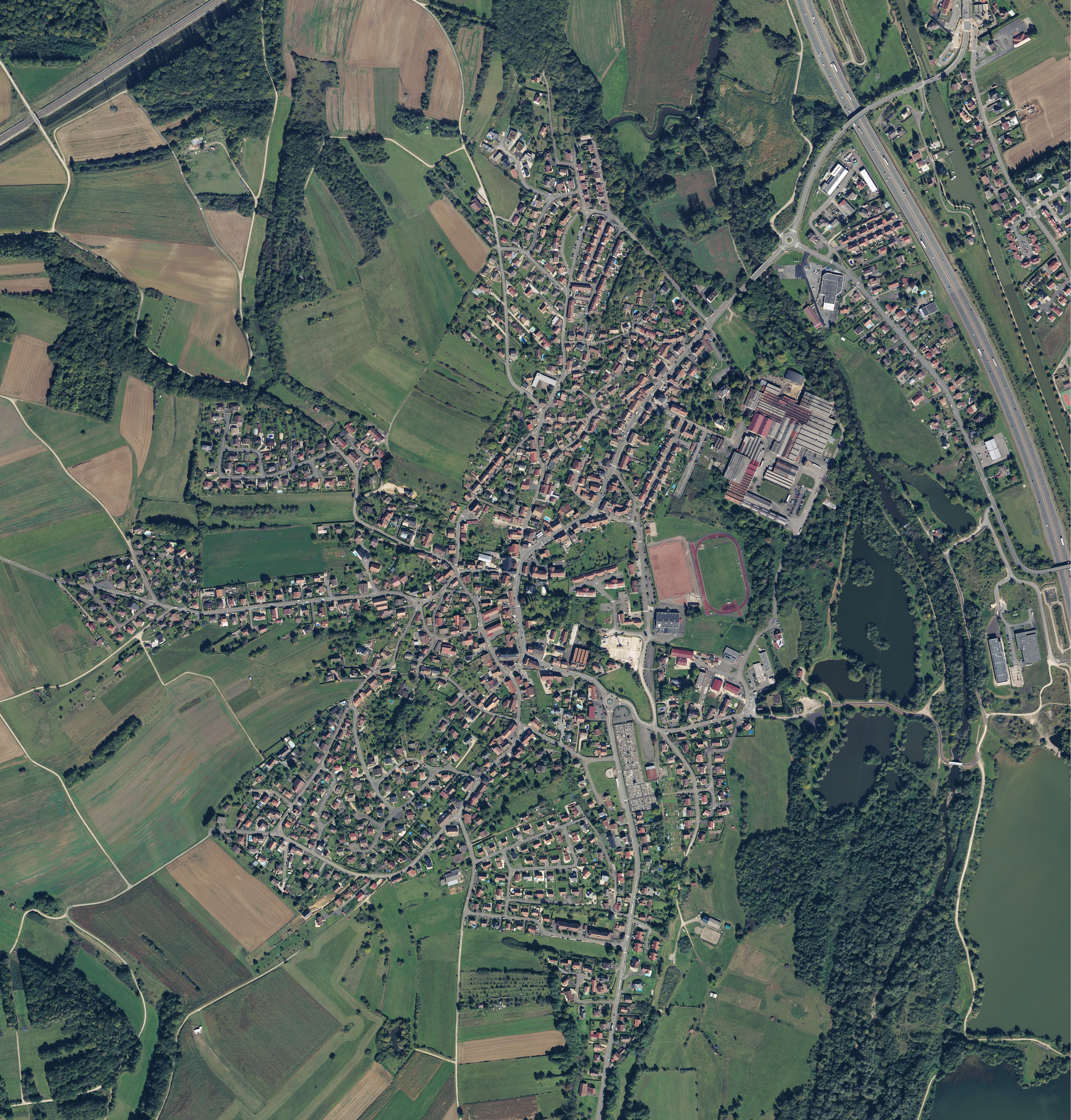
Vue aérienne.

Châtenois-les-Forges est un bourg périurbain franc-comtois, situé au sud-est du département, à mi-chemin entre Belfort et Montbéliard, à treize kilomètres de la frontière franco-suisse.
Il est desservi par l'ex- RN 437 (actuelle RD 437) et est aisément accessible par l'Autoroute A36

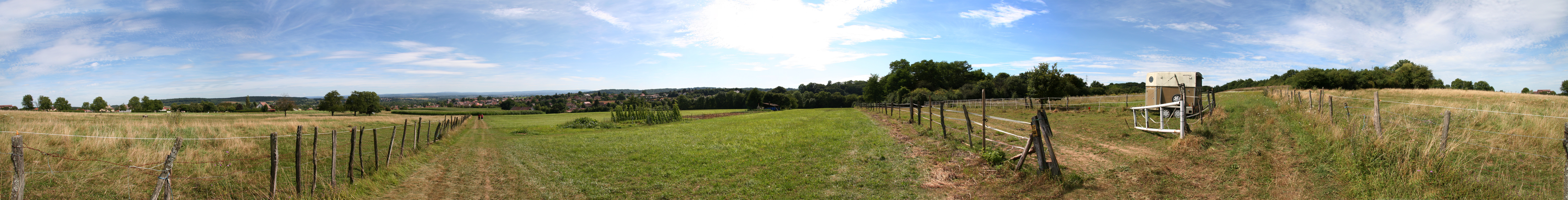
Champs au-dessus de Châtenois-les-Forges.

### Hydrographie
La commune est limitée à l'est par le cours de la Savoureuse, un sous-affluent du Rhône par le Doubs, la Saône et l'Allan.
A proximité se trouvent deux grands étangs.

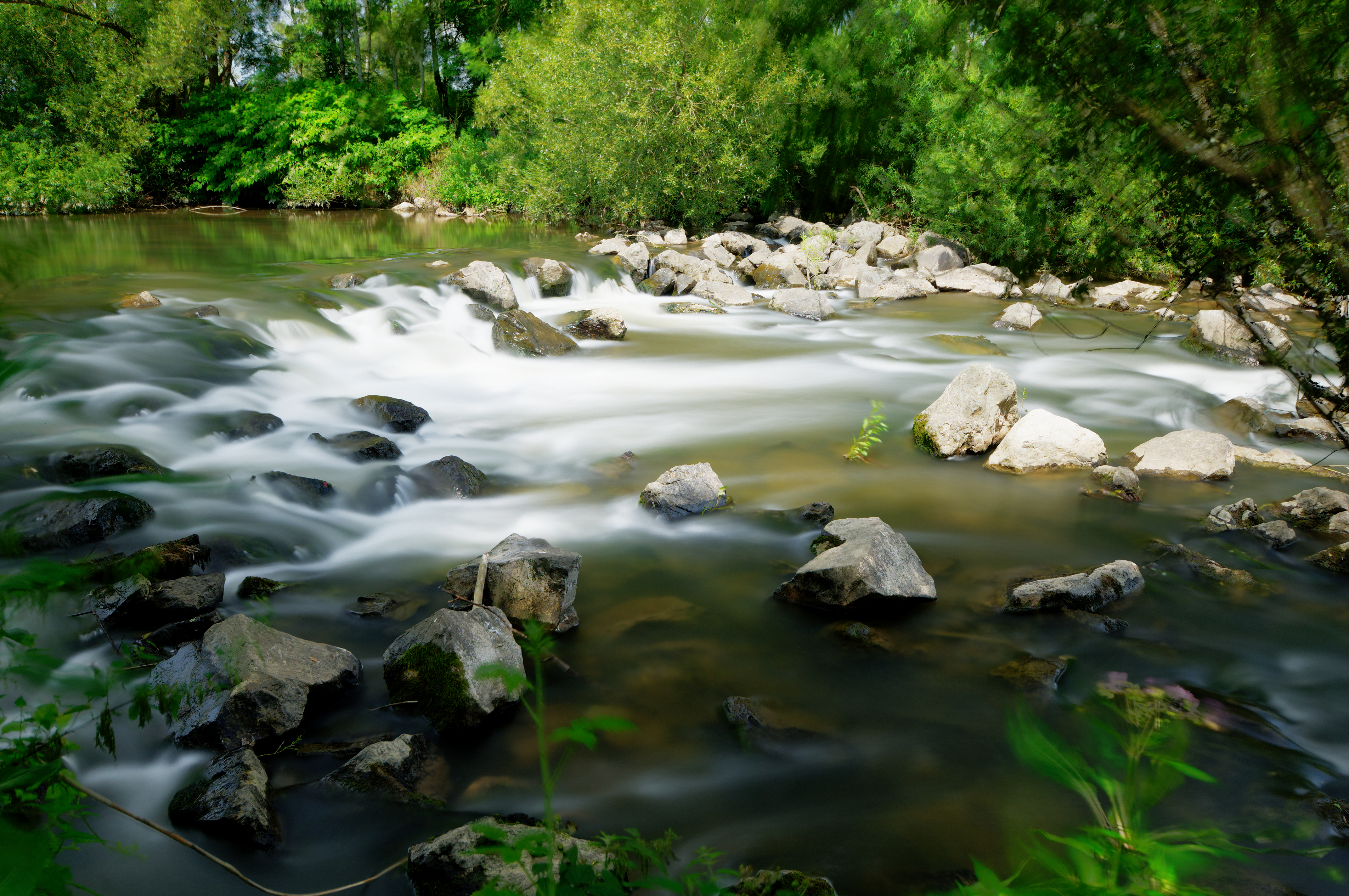
La Savoureuse.Photo Thomas Bresson.
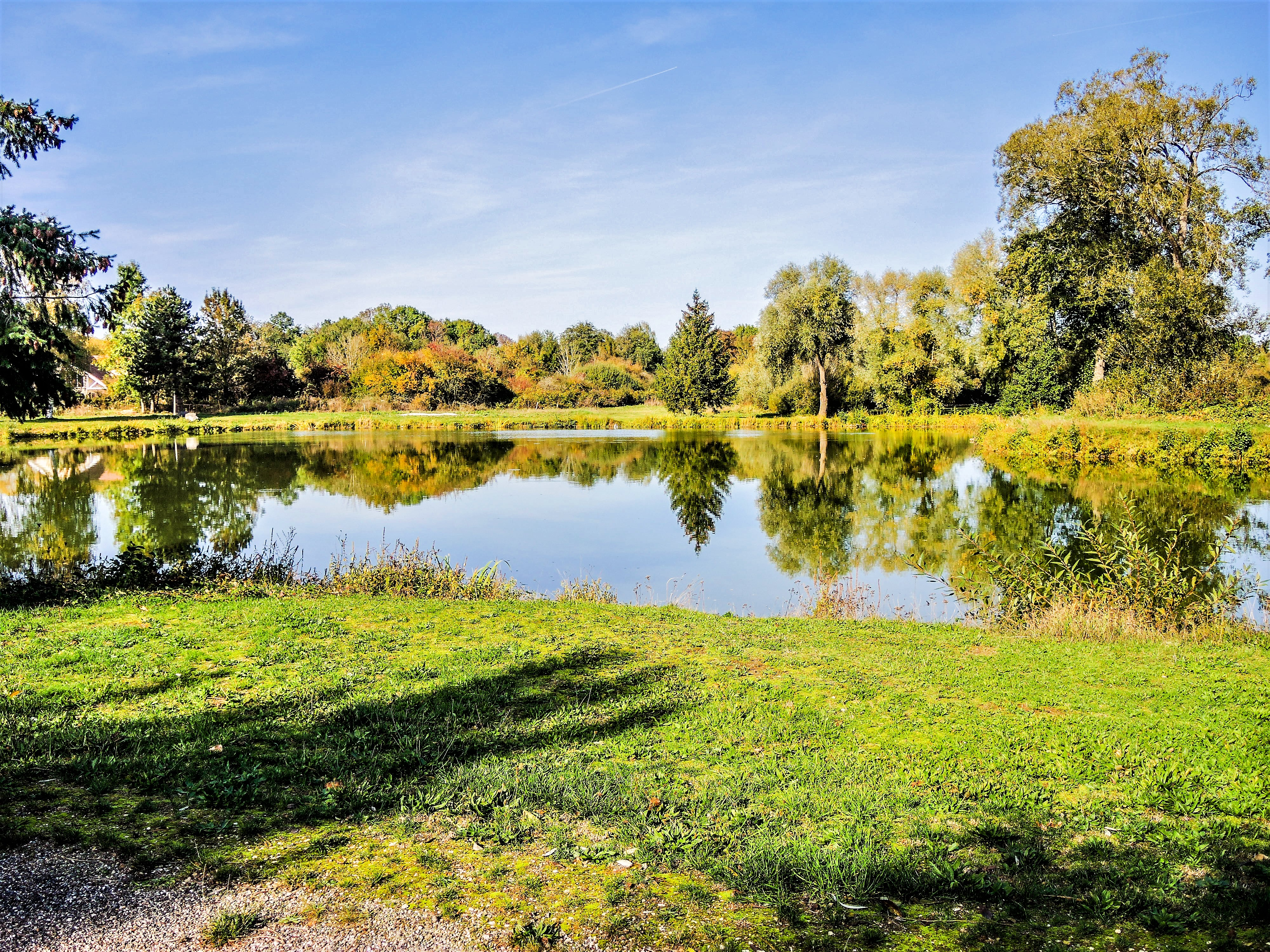
L'étang du Moulin.

### Climat
Pour des articles plus généraux, voir Climat de la Bourgogne-Franche-Comté et Climat du Territoire de Belfort.
En 2010, le climat de la commune est de type climat de montagne, selon une étude du Centre national de la recherche scientifique s'appuyant sur une série de données couvrant la période 1971-2000. En 2020, Météo-France publie une typologie des climats de la France métropolitaine dans laquelle la commune est exposée à un climat semi-continental et est dans la région climatique  Vosges, caractérisée par une pluviométrie très élevée (1 500 à 2 000 mm/an) en toutes saisons et un hiver rude (moins de 1 °C). 
Pour la période 1971-2000, la température annuelle moyenne est de 9,8 °C, avec une amplitude thermique annuelle de 17,5 °C. Le cumul annuel moyen de précipitations est de 1 277 mm, avec 12,7 jours de précipitations en janvier et 10,6 jours en juillet. Pour la période 1991-2020, la température moyenne annuelle observée sur la station météorologique de Météo-France la plus proche, « Dorans », sur la commune de Dorans à 3 km à vol d'oiseau, est de 10,9 °C et le cumul annuel moyen de précipitations est de 974,0 mm. 
La température maximale relevée sur cette station est de 38,1 °C, atteinte le 24 juillet 2019 ; la température minimale est de −16 °C, atteinte le 20 décembre 2009,,. 
| Mois                                  | jan.          | fév.           | mars          | avril         | mai           | juin         | jui.          | août          | sep.          | oct.          | nov.          | déc.          | année     |
| ------------------------------------- | ------------- | -------------- | ------------- | ------------- | ------------- | ------------ | ------------- | ------------- | ------------- | ------------- | ------------- | ------------- | --------- |
| Température minimale moyenne (°C)     | −0,2          | −0,3           | 2,3           | 5,5           | 8,7           | 12,6         | 14,4          | 14,1          | 10,7          | 7,1           | 3,6           | 0,6           | 6,6       |
| Température moyenne (°C)              | 2,2           | 2,9            | 6,8           | 10,8          | 13,8          | 18           | 20,1          | 19,7          | 15,9          | 11,1          | 6,6           | 3,3           | 10,9      |
| Température maximale moyenne (°C)     | 4,6           | 6,2            | 11,3          | 16,1          | 19            | 23,4         | 25,8          | 25,4          | 21,2          | 15,2          | 9,6           | 6,1           | 15,3      |
| Record de froid (°C) date du record   | −11 07.01.17  | −13,8 05.02.12 | −7,5 01.03.18 | −3,7 06.04.21 | −1,3 06.05.19 | 5,2 21.06.10 | 7,2 03.07.11  | 6,4 30.08.09  | 2,8 20.09.12  | −3,7 29.10.12 | −8,7 30.11.10 | −16 20.12.09  | −16 2009  |
| Record de chaleur (°C) date du record | 18,4 01.01.23 | 21,4 24.02.21  | 25,2 31.03.21 | 27,7 21.04.18 | 32 25.05.09   | 35 19.06.22  | 38,1 24.07.19 | 37,8 07.08.15 | 33,4 11.09.23 | 29,5 02.10.23 | 23,1 07.11.15 | 16,8 24.12.13 | 38,1 2019 |
| Précipitations (mm)                   | 94,5          | 71             | 66,1          | 66,3          | 97,8          | 82,5         | 70,3          | 87,1          | 60,1          | 79,4          | 84,1          | 114,8         | 974       |

| Diagramme climatique                                  |           |             |             |           |              |              |              |              |             |            |             |
| J                                                     | F         | M           | A           | M         | J            | J            | A            | S            | O           | N          | D           |
| 4,6−0,294,5                                           | 6,2−0,371 | 11,32,366,1 | 16,15,566,3 | 198,797,8 | 23,412,682,5 | 25,814,470,3 | 25,414,187,1 | 21,210,760,1 | 15,27,179,4 | 9,63,684,1 | 6,10,6114,8 |
| Moyennes : • Temp. maxi et mini °C • Précipitation mm |           |             |             |           |              |              |              |              |             |            |             |

Les paramètres climatiques de la commune ont été estimés pour le milieu du siècle (2041-2070) selon différents scénarios d'émission de gaz à effet de serre à partir des nouvelles projections climatiques de référence DRIAS-2020. Ils sont consultables sur un site dédié publié par Météo-France en novembre 2022.

## Urbanisme

### Typologie
Au 1er janvier 2024, Châtenois-les-Forges est catégorisée ceinture urbaine, selon la nouvelle grille communale de densité à sept niveaux définie par l'Insee en 2022.
Elle appartient à l'unité urbaine de Châtenois-les-Forges, une agglomération inter-départementale regroupant trois  communes, dont elle est ville-centre,,. Par ailleurs la commune fait partie de l'aire d'attraction de Belfort, dont elle est une commune de la couronne,. Cette aire, qui regroupe 91 communes, est catégorisée dans les aires de 50 000 à moins de 200 000 habitants,.

### Occupation des sols
L'occupation des sols de la commune, telle qu'elle ressort de la base de données européenne d’occupation biophysique des sols Corine Land Cover (CLC), est marquée par l'importance des forêts et milieux semi-naturels (50,9 % en 2018), en diminution par rapport à 1990 (51,7 %). La répartition détaillée en 2018 est la suivante : 
forêts (50,9 %), zones agricoles hétérogènes (32,4 %), zones urbanisées (11,9 %), zones industrielles ou commerciales et réseaux de communication (3 %), eaux continentales (1,8 %). L'évolution de l’occupation des sols de la commune et de ses infrastructures peut être observée sur les différentes représentations cartographiques du territoire : la carte de Cassini (XVIIIe siècle), la carte d'état-major (1820-1866) et les cartes ou photos aériennes de l'IGN pour la période actuelle (1950 à aujourd'hui).

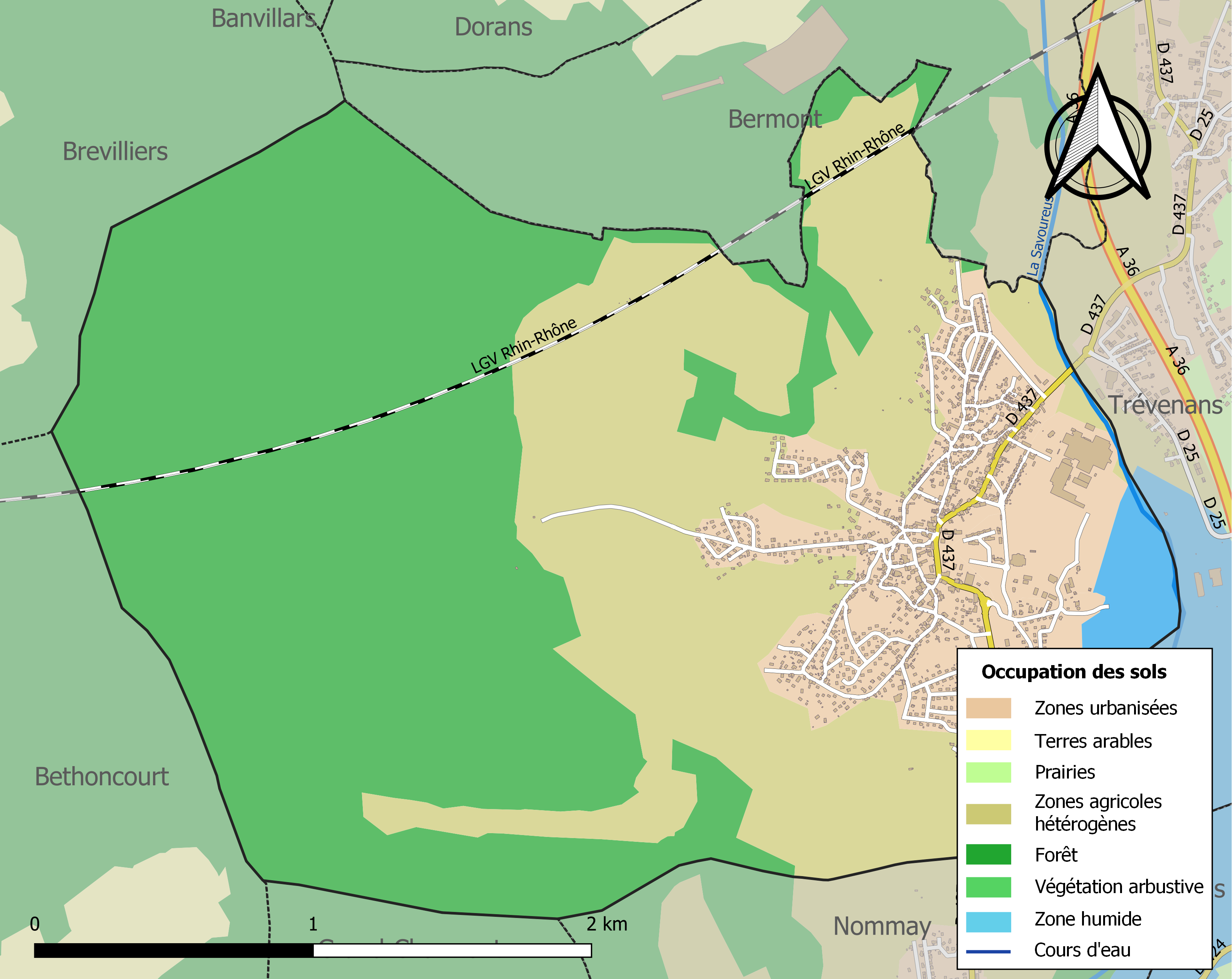
Carte des infrastructures et de l'occupation des sols de la commune en 2018 (CLC).

### Habitat et logement
En 2019, le nombre total de logements dans la commune était de 1 454, alors qu'il était de 1 360 en 2014 et de 1 298 en 2009.
Parmi ces logements, 90,3 % étaient des résidences principales, 0,6 % des résidences secondaires et 9,2 % des logements vacants. Ces logements étaient pour 67,9 % d'entre eux des maisons individuelles et pour 31,9 % des appartements.
Le tableau ci-dessous présente la typologie des logements à Châtenois-les-Forges en 2019 en comparaison avec celle du Territoire de Belfort et de la France entière. Une caractéristique marquante du parc de logements est ainsi une proportion de résidences secondaires et logements occasionnels (0,6 %) inférieure à celle du département (1,5 %) et  à celle de la France entière (9,7 %). Concernant le statut d'occupation de ces logements, 69,1 % des habitants de la commune sont propriétaires de leur logement (70,3 % en 2014), contre 55,7 % pour le Territoire de Belfort et 57,5 pour la France entière.
| Typologie                                               | Châtenois-les-Forges | Territoire de Belfort | France entière |
| ------------------------------------------------------- | -------------------- | --------------------- | -------------- |
| Résidences principales (en %)                           | 90,3                 | 88,3                  | 82,1           |
| Résidences secondaires et logements occasionnels (en %) | 0,6                  | 1,5                   | 9,7            |
| Logements vacants (en %)                                | 9,2                  | 10,2                  | 8,2            |

## Toponymie
Le nom de Châtenois est cité pour la première fois en 1098.
- Ecclesiam de Casteneyaco (1147), Ecclesiam de Castiney (1177), Schehteney (1241), Chastenois (1655), Priour de Chastenoy (1303), Prioratus de Chateneyo/Chatenajo ordinis S. Augustini (1435), Meigertum Schatheney (1427).
- En allemand : Kestenholtz[13].

## Histoire

### Moyen Âge
En 1147, Casteneyaco (Kestenholz en allemand) abritait alors un prieuré de l’ordre de Saint-Augustin dont la chapelle aurait servi d’église paroissiale.
En 1300, un différend entre le prieur de Châtenois et celui de Lanthenans donna lieu à un procès dont on retrouve les traces dans les archives. Cet établissement religieux, qui a cessé en 1435 de dépendre du prieuré de Lanthenans pour être rattaché au chapitre de Montbéliard, disparait à la fin du XVIe siècle. L’église actuelle est  consacrée le 20 juin 1745 à saint Étienne.
En 1282, le seigneur du village était Alard de Châtenois, vassal du comte Renaud de Bourgogne. Châtenois était alors le chef-lieu d’une « mairie » importante du comté de Montbéliard et devient, vers 1350, une possession autrichienne. Le village d’Oye, situé entre Châtenois et Bermont fait alors partie de cette seigneurie.
Au moment de la guerre de Trente Ans vers 1633, Oye fut ravagé par les troupes du roi de Suède, allié des Français, et ne s'est pas relevé de ses ruines. Aujourd’hui, il ne reste d’Oye que le bois qui porte son nom, au nord de Châtenois.

### Temps modernes
Au XVIIIe siècle, se développe l’industrie sidérurgique avec l’établissement de hauts-fourneaux et de forges destinés au traitement et à la transformation du minerai de fer en grain extrait des mines d’Andelnans, Chévremont, Châtenois, Danjoutin, Roppe, Vézelois… Après avoir successivement appartenu aux descendants de Mazarin, à la famille Viellard puis à la Compagnie des forges d’Audincourt. 

### Époque contemporaine
Le dernier haut-fourneau s’éteint au XIXe siècle mais la tradition industrielle se poursuit jusqu’à aujourd’hui.
Le bourg a été desservi par la ligne de Belfort à Sochaux de la compagnie des Chemins de fer d'intérêt local du Territoire de Belfort de 1913 à 1938.
|  |  |

Villemont
Villemont était un village situé entre Châtenois-les-Forges, Grand-Charmont, Bethoncourt et Nommay. En 1150, il est mentionné dans un titre par lequel le chapitre de Montbéliard donnait à l'abbaye Notre-Dame de Belchamp « sa terre de Villemont » ainsi que la forêt proche en échange de deux « collonges » et trois « meix » dans les villages proches. La dénomination de Villemont disparaît dès le début du XIVe siècle pour être remplacée par le nom de Villers-le-Sec où le prieuré de Châtenois possédait des terres. Après la mort du comte Renaud de Bourgogne et le partage de sa succession, Villers-le-Sec est compris dans la part de sa fille Jeanne qui offre aux habitants leurs franchises de la mainmorte. Villers-le-Sec disparaît dans la première moitié du XVe siècle car un acte de 1429 en parle comme d'un village « ruiné dans les dernières guerres ».

## Politique et administration

### Rattachements administratifs et électoraux
Rattachements administratifs
La commune se trouve dans l'arrondissement de Belfort du département du Territoire de Belfort.
Elle était le chef-lieu du canton de Châtenois-les-Forges, créé en 1967 par scission du canton de Belfort. Dans le cadre du redécoupage cantonal de 2014 en France, cette circonscription administrative territoriale a disparu, et le canton n'est plus qu'une circonscription électorale.
Rattachements électoraux
Pour les élections départementales, la commune est  depuis 2014 le bureau centralisateur d'un nouveau canton de Châtenois-les-Forges
Pour l'élection des députés, elle fait partie de la deuxième circonscription du Territoire de Belfort.

### Intercommunalité
Châtenois-les-Forges était membre de la communauté de l'Agglomération Belfortaine, un établissement public de coopération intercommunale (EPCI) à fiscalité propre créé en 1999 et auquel la commune avait  transféré un certain nombre de ses compétences, dans les conditions déterminées par le code général des collectivités territoriales.
Cette intercommunalité a fusionné avec la communauté de communes du Tilleul et de la Bourbeuse pour former, le 1er janvier 2017, la communauté d'agglomération dénommée le Grand Belfort, dont Châtenois-les-Forges est désormais membre.

### Tendances politiques et résultats
Lors des élections municipales de 2014 dans le Territoire de Belfort, la liste UMP menée par Florian Bouquet est la seule candidate et est donc élue en totalité avec 968 suffrages exprimés.
Lors de ce scrutin, 37,48 % des électeurs se sont abstenus et 23,66 % des votants ont choisi un bulletin blanc ou nul.
Lors des élections municipales de 2020 dans le Territoire de Belfort, la liste SE menée par Mélanie Welken-Haoatai est la seule candidate et est donc élue en totalité avec 512 suffrages exprimés.
Lors de ce scrutin marqué par la pandémie de Covid-19 en France, 69,47 % des électeurs se sont abstenus et 16,88 % des vitants ont choisi un bulletin blanc ou nul.

### Liste des maires
| Période                                  | Période                        | Identité                | Étiquette | Qualité |
| ---------------------------------------- | ------------------------------ | ----------------------- | --------- | --- |
| Les données manquantes sont à compléter. |                                |                         |           | |
| Maire en 1836                            |                                | François Grosjean       |           | |
| Maire en 1851                            |                                | Laurent Albert          |           | |
| Maire en 1863                            |                                | Antoine Vautherin       |           | Médecin |
| Les données manquantes sont à compléter. |                                |                         |           | |
| avant 1981                               |                                | Franco Zandonin         | PS        | |
| Les données manquantes sont à compléter. |                                |                         |           | |
| mars 1983                                | mars 2001                      | Robert Enggist          |           | Maire honoraire |
| mars 2001                                | mars 2014                      | Jean-Claude Mathey      |           | |
| mars 2014                                | avril 2015                     | Florian Bouquet         | UMP → LR  | Attaché parlementaire Vice-président de la CA Belfortaine ( ? → 2016) Conseiller général puis départemental de Châtenois-les-Forges (2011 → ) Président du conseil départemental du Territoire de Belfort (2015 → ) Démissionnaire à la suite de son élection comme président du conseil départemental |
| avril 2015                               | mai 2020                       | André Brunetta          | LR        | Retraité de l'enseignement |
| mai 2020,                                | octobre 2022                   | Mélanie Welklen-Haoatai | SE        | Professeure des écoles Démissionnaire |
| 13 décembre 2022,                        | En cours (au 19 décembre 2022) | Marie-Josée Baillif     |           | Assistante maternelle agréée |

## Population et société

### Démographie
L'évolution du nombre d'habitants est connue à travers les recensements de la population effectués dans la commune depuis 1793. Pour les communes de moins de 10 000 habitants, une enquête de recensement portant sur toute la population est réalisée tous les cinq ans, les populations de référence des années intermédiaires étant quant à elles estimées par interpolation ou extrapolation. Pour la commune, le premier recensement exhaustif entrant dans le cadre du nouveau dispositif a été réalisé en 2005.

En 2022, la commune comptait 2 637 habitants, en évolution de −4 % par rapport à 2016 (Territoire de Belfort : −2,78 %, France hors Mayotte : +2,11 %).
| 1793 | 1800 | 1806 | 1821 | 1831  | 1836  | 1841  | 1846  | 1851  |
| ---- | ---- | ---- | ---- | ----- | ----- | ----- | ----- | ----- |
| 565  | 646  | 817  | 873  | 1 128 | 1 131 | 1 049 | 1 015 | 1 004 |

| 1856 | 1861 | 1866 | 1872 | 1876  | 1881  | 1886  | 1891  | 1896  |
| ---- | ---- | ---- | ---- | ----- | ----- | ----- | ----- | ----- |
| 900  | 948  | 964  | 974  | 1 020 | 1 079 | 1 128 | 1 250 | 1 516 |

| 1901  | 1906  | 1911  | 1921  | 1926  | 1931  | 1936  | 1946  | 1954  |
| ----- | ----- | ----- | ----- | ----- | ----- | ----- | ----- | ----- |
| 1 606 | 1 815 | 2 141 | 1 916 | 2 053 | 2 231 | 2 160 | 1 866 | 2 167 |

| 1962  | 1968  | 1975  | 1982  | 1990  | 1999  | 2005  | 2006  | 2010  |
| ----- | ----- | ----- | ----- | ----- | ----- | ----- | ----- | ----- |
| 2 548 | 2 468 | 2 704 | 2 691 | 2 517 | 2 680 | 2 728 | 2 760 | 2 696 |

| 2015  | 2020  | 2022  | - | - | - | - | - | - |
| ----- | ----- | ----- | - | - | - | - | - | - |
| 2 757 | 2 625 | 2 637 | - | - | - | - | - | - |

L’importance de Châtenois est directement liée à son activité économique. De 752 habitants en 1803, elle passe à 1 131 en 1836. Baissant légèrement ensuite jusqu’à 974 en 1872 pour doubler pendant les quarante ans qui ont suivi et atteindre 2 141 habitants en 1911, comme la plupart des centres industriels du Territoire de Belfort accueillant la main d'œuvre alsacienne optant pour la nationalité française. Actuellement, Châtenois est aussi lieu de résidence pour des travailleurs employés aussi bien à Belfort qu’à Sochaux-Montbéliard.

### Santé
L'hôpital le plus proche est l'hôpital Nord Franche-Comté situé dans la commune voisine de Trévenans,.

## Culture locale et patrimoine

### Lieux et monuments

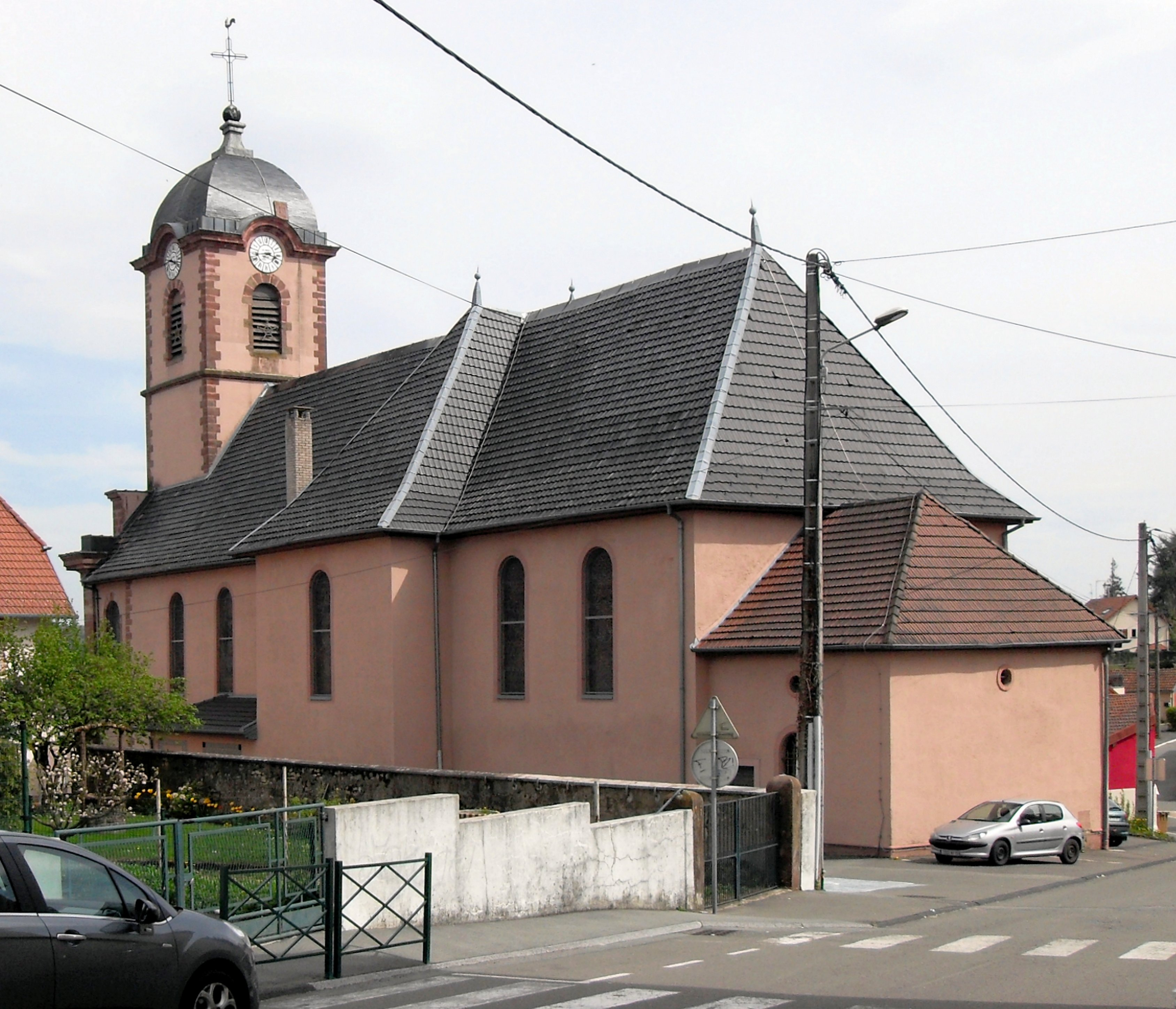
L'église Saint-Étienne.
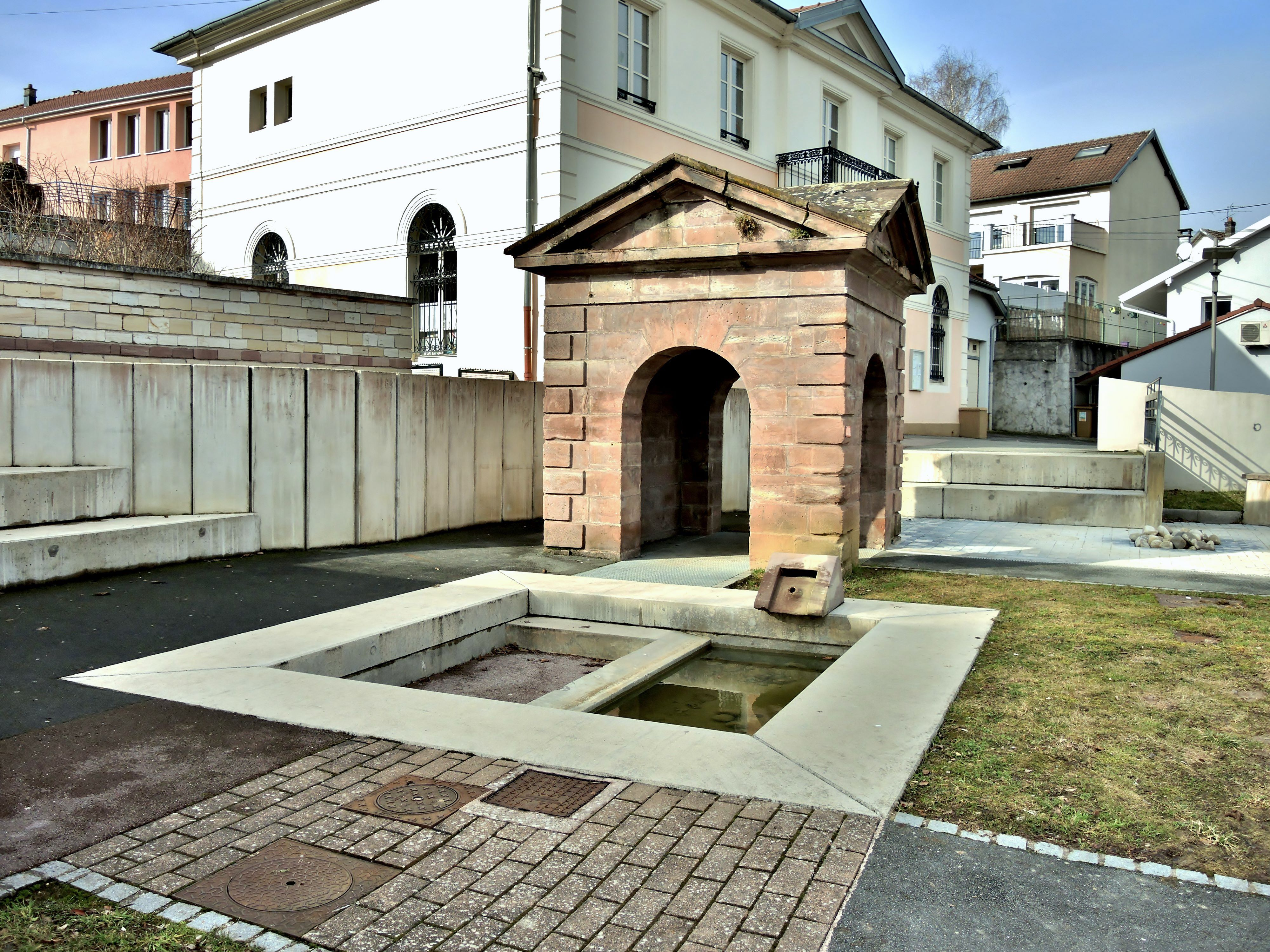
Fontaine près de l'ancienne mairie.
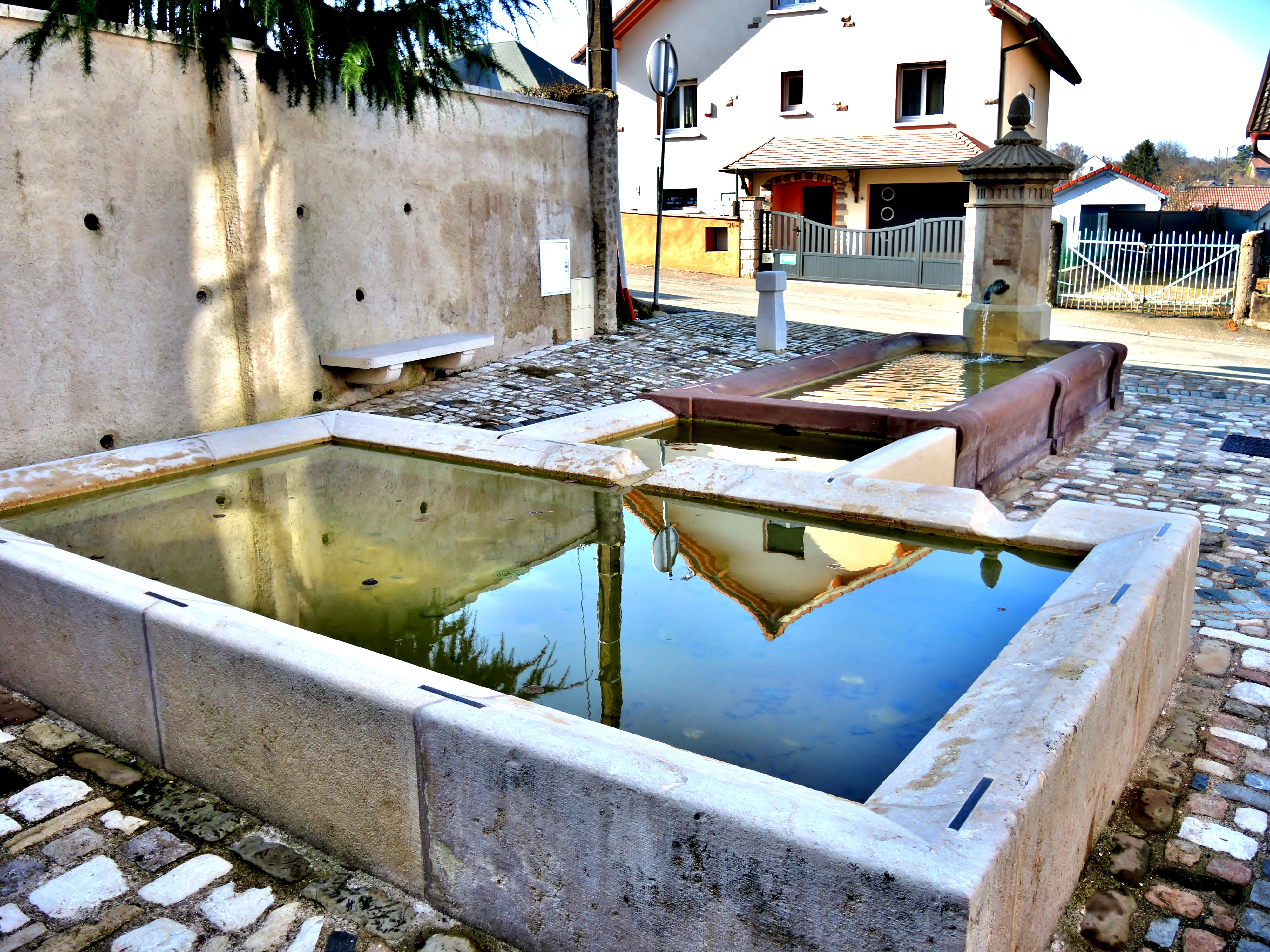
Fontaine Vautherin.
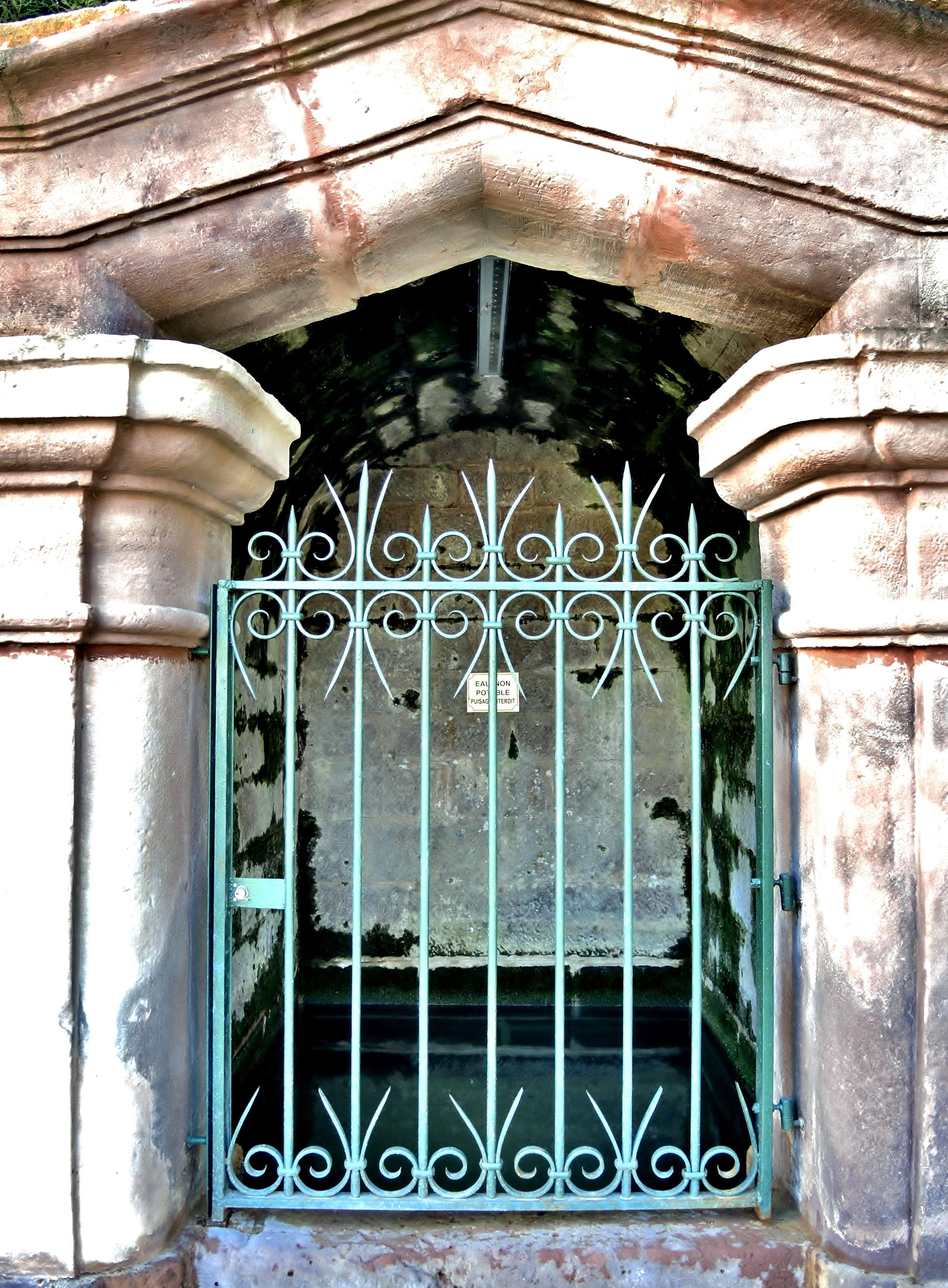
Source de la Fontaine Vautherin.

### Personnalités liées à la commune
- Pierre Antoine Courtot (1760-1829), général des armées de la République, natif de la commune.
- Albert Prince (1883-1934), malheureux héros de l'affaire du conseiller Prince, natif de la commune.
- Louis Marré (1909-1992), sénateur de la Savoie, natif de la commune.

### Héraldique
| Blason de Châtenois-les-Forges | Blason  | D'azur aux trois tours d'or maçonnées de sable.  |
| Blason de Châtenois-les-Forges | Détails | Le statut officiel du blason reste à déterminer. |

## Pour approfondir